# مرصد بالومار

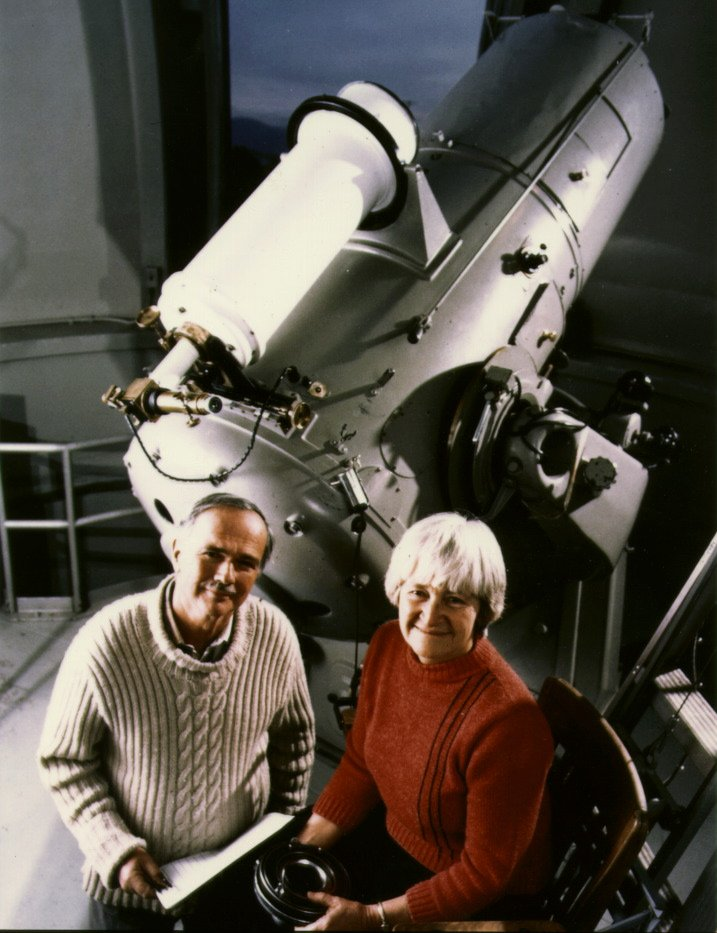
أويجين شوميكر وكارولين شوميكار بجوار تلسكوب شميدت ذو مرآة قطر 46 سنتيمتر

مرصد بالومار  في الفلك (بالإنجليزية: Palomar Observatory) هو أحد المراصد الفلكية الكبيرة ب الولايات المتحدة يشتهر بمقرابه ذو مرآة كبيرة، قطر 5 متر، وتلسكوب هيل .
يقع المرصد عل قمة عالية تبلغ ارتفاعها 1706 متر على جبال بالومار والتي تبعد عن سان ديغو بنحو 80 كيلومتر إلى الشمال الغربي، وبقي لمدة 30 عاما كأكبر تلسكوب في العالم. ينتمي المرصد الآن إلى كالتيك ومعهد كاليفورنيا التكنولوجي.
كما يحوي مرصد بالومار «تلسكوب أوشين-شميدت» إلى جانب تلسكوب هيل، بالإضافة إلى تلسكوب آخر ذو مرآة قطرها 5 و1 متر، وتلسكوب شميدت تبلغ فتحته 46 سنتيمتر.

## تلسكوب هيل

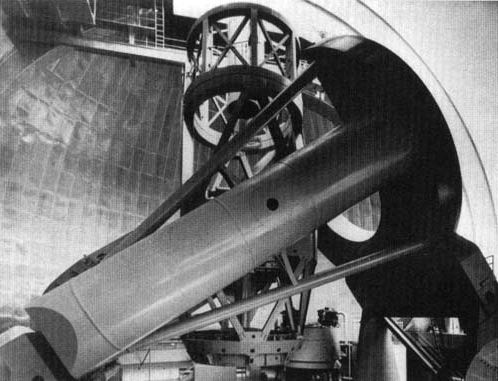
مرصد بالومار بقطر 200 بوصة، موجه نحو السمت، كما يُرى من الجانب الشرقي.

يعتبر تلسكوب هيل أكبر تلسكوبات مرصد بالومار الذي كان بين عامي 1947 و1975 أكبر تلسكوب في العالم 19. وتلسكوب هيل عبارة عن تلسكوب يعمل بمرآة مقعرة في شكل قطع مكافئ يبلغ قطرها 08 و5 متر ويحمل هذا الاسم تكريما للعالم الفلكي جورج هيل المتوفي عام 1938.
قام جورج هيل بإنشاء تلسكوبات يبلغ قطرها بين 60 بوصة و100 بوصة على قمة جبل مونت ويلسون بتمويل من «مؤسسة كارنجي»، وأتم إنشاءهم بين عامي 1908 0 1917. بتلك التلسكوبات استطاع هارلو شابلي اكتشاف مجرات خارج مجرتنا، درب التبانة، ولاقى هذا الاكتشف ريبة كبيرة لدي العلماء. ثم جاء إدوين هابل وأثبت خلال الفترة 1923 - 1929 وجود المجرات خارج مجرتنا، بل أثبت أيضا أن المجرات تبتعد عنا وأن الكون في حالة تمدد.
في عام 1928 استطاع هيل إقناع رئيس مؤسسة روكفلر ببناء تلسكوب أكبر ذو مرآة قطرها 200 بوصة، بحيث يكون موقعه على جبل بالومار الذي يبعد نحو 190 كيلومتر من باسادينا، كاليفورنيا، حيث كان التلوث الجوي في سان فرانسيسكو عاليا أيضا عام 1930. وقد وكلت إدارة المشروع إلى كالتيك في باسادينا وليس إلى مؤسسة كارنجي كما هو الحال بالنسبة إلى مرصد مونت ويلسون.

## تصنيع المرآة ونقلها
واستغرق بناء التلسكوب 15 عاما. وقد صنعت المرآة التي يبلغ قطرها نحو 5 امتار ووتزن نحو 20 طن في مصانع «كورنينج للزجاج» بنيويورك من زجاج نوعه زجاج بيريكس الذي يتحمل الحرارة ولا يتمدد كثيرا بسببها. وقد استغرق تبريد المرآة بعد صبها نحو 8 أشهر. وكان حامل المرآة الثانوية كبيرا بحيث يسمح بجلوس الخبير الفلكي بداخله لضبط الأجهزة. يزن التلسكوب نحو 400 طن وتحميه قبة يبلغ وزنها نحو 1000 طن، يبلغ قطرها نحو 42 متر وارتفاعها 41 متر، تم بناؤها عام 1936 وبالطبع قابلة للانفتاح.
وكان عام 1936 حيث نقلت المرآة إلى باسادينا حيث قام معمل البصريات التابع لكالتك بين السنوات 1936 - 1947 بتجليخها وتشكيل سطحها في شكل قطع مكافئ، مع فترات تعطل بسبب الحرب العالمية الثانية. ولزم لنقل المرآة الذي يبيغ وزنها20 طن وارتفاعها نحو 5 متر من باسادينا إلا بالومار تجهيز شاحنة نقل خاصة ثقيلة وكذلك شيد الطريق المناسب لتلك الأثقال. تم نقل المرآة إلى مونت بالومار يوم 12 نوفمبر 1947.
في 3 يونيو 1948 دشن التلسكوب ولكنه لم يرَ النور إلى في يناير 1949 تحت قيادة إدوين هابل. ووصل التلسكوب مع نهاية عام 1949 قدرته الكلية للعمل المتواصل وقام خبراء كالتك ومؤسسة كارنجي بافتتاحه. ظل تلسكوب هيل أكبر تلسكوبات العالم مدة 30 سنة حتى أنشيئ تلسكوب BTA-6 ذو مرآة قطرها 6 أمتار الذي بني في مرصد سيلينتشوك الروسي في القوقاز.

## تلسكوب أوشين-شميدت
يوحد في مرصد بالومار أيضا «تلسكوب أوشين-شميدت» (والذي يسمى أحيانا «شميدت الكبير» وتعود تلك التسمية إلى صمويل أوشين عام 1987) ذو فتحة 120 سنتيمتر ومرآة بقطر 180 سنتيمتر، ويبلغ اتساع زاوية رؤيته نحو 36 درجة مربعة. وقد أجري بهذا المرآة مسح سمائي لمرصد بالومار خلال الخمسينيات من القرن الماضي، (وقد أعيدت تلك القياسات عام 1985 الطريقة الرقمية). ويعتبر تلسكوب أوشين-شميدت من أحسن التلسكوبات في العثور على مجرات جديدة، أو عند البحث على النجم الأصلي المتسبب في مستعر أعظم. كذلك عند اكتشاف نيازك جديدة يرجع الفلكيون إلى اللوحات الفوتوغرافية المخزونة لتلسكوب أوشين-شميدت ليبحثوا عن موضع النيزك في سنوات أو عشرات السنين السابقة، مما يحسن كثيرا من تعيين مساره. وقد بدأ التلسكوب أوشين-شميدت عملة عام 1948. كما ساعد هذا التلسكوب مع تلسكوب آخر قطره 18 بوصة من نوع تلسكوب شميدت (يعمل منذ 1936) لمساعدة تلسكوب هيل ذو المرآة 200 بوصة في البحث عن أجرام أخرى في أماكن سماوية مختلفة.
وقد زود تلسكوب أوشين-شميدت عام 2003 بكاميرا جديدة من نوع QUEST، مكونة من 112 رقائق سي سي دي ويبلغ تباينها 161 ميجا بكسل.
. وقد تمكن اكتشاف كوكب قزم يسمى«136199 إيريس».

## مطياف تداخل بالومار
يستخدم مطياف تداخل بالومار للرصد في نطاق الأشعة تحت الحمراء من الطيف. وهو يستخدم كجهاز تجريبي لتطوير تقنية الرصد والتي كانت هناك رغبة في تنفيذها في مرصد كيك. وبدأـ أول قياساته عام 1995، واكتمل تشغيلة العلمي المستمر عام 1998. وأجرى قياسات فلكية دقيقة لكتل ووأشكال وأحجام النجوم. وعلى سبيل المثال بين المطياف التداخلي أن نجم النسر الطائر مفرطح القطبين بسبب سرعة دورانه حول محوره الكبيرة.
وقد ارتفعت دقة رصده بإضافة جهاز يسمى «نظام نجم ثنائي»، أمكن به واكتشاف نجوم ثنائية وتصويرها. بذلك أمكن تفادي تأثير العوامل الجوية المشوشرة في التصوير.